# Karpatsalamander
Karpatsalamander  (Lissotriton montandoni)  är ett stjärtgroddjur i familjen salamandrar. Arten har även kallats Triturus montandoni.

## Beskrivning
Karpatsalamandern är en liten salamander med variabel färgteckning; ovansidan kan vara allt från rödorange till mörkbrun, nästan svart. Ryggen har en ljus mittstrimma, och ryggen och sidorna har mörkare fläckar i olika storlek. Buken är omönstrad och klargul. Hanens kloak är svart, medan honans är gul.

## Utbredning
Karpatsalamandern finns i östra Karpaterna och Tatrabergen i Rumänien, västra Ukraina, södra Polen, norra Slovakien och nordöstra Tjeckien. Den har införts i Bayrischen Wald i Bayern.

## Ekologi
Arten förekommer på höjder från 200 till 2 000 m i fuktiga barr-, bland- och lövskogar, skogsbryn och på ängar. För lek och larvutveckling duger alla slags stillastående eller långsamflytande vattensamlingar, permanenta eller temporära. Den har till och med ynglat i vattenfyllda hjulspår. Den föredrar dock vattensamlingar som skyddas av vegetation. Den förekommer även i förorenat vatten.

### Vintersömn
Karpatsalamandern sover vintersömn från slutet av oktober till slutet av mars eller april. På högre höjd kan vintersömnen vara ända till maj eller början av juni.

### Föda
Den lever av leddjur som insekter och spindeldjur, samt kräftdjur och mollusker. De unga, nyförvandlade individerna tar endast byte på land, som mjukskaliga leddjur (exempelvis hoppstjärtar, spindlar, klokrypare), medan äldre individer även tar större och mer blandat byte (till exempel fjärilar och deras larver, tvåvingar, skalbaggar, myror och mollusker).

### Fortplantning
Lek och larvutveckling sker i vatten under maj till juni, beroende på höjden över havet. Efter en parningsdans avsätter hanen en spermatofor, som honan tar upp med sin kloak. Äggen kläcks efter 10 till 15 dagar, undantagsvis upp till 30, medan larverna förvandlas efter 70 till 90 dagar. Larverna lever främst på små kräftdjur, men kan även ta småinsekter.

## Status
Karpatsalamandern är klassad som livskraftig ("LC"). Den är dock på nedåtgående bland annat på grund av strukturförändringar av biotoperna (vattenregleringar, skogsbruk) samt utsättning av rovfisk. Den är fridlyst i Polen, och rödlistad i Ukraina och Ryssland.